# Делавер (виноград)
Виноград Делавер — сорт, отриманий із сорту винограду Ізабелла або «лисичий виноград», який використовується для виробництва столового вина та звичайного вина.
Шкірка винограду штату Делавер у дозрілому стані має блідо-червоний, майже рожевий колір, ніжну шкірку і соковиту солодку м'якоть. У ньому невеликі плодові грона з дрібними ягодами, які не мають яскраво вираженої «лисичості» інших видів винограду Ізабелла. Це різновид слизькості, що означає, що шкірка легко відокремлюється від плодів. З винограду виготовляють вина, включаючи сухі, солодкі, крижані, але відомі гострими ігристими винами, які не мають такої неприємної лисичості, яку інший виноград Ізабелла вносить у свої вина. Вино має світло-рожевий колір, аж до білого.
Це комерційно життєздатна виноградна лоза, яка вирощується на північному сході та Середньому Заході США і є енергійною, якщо її прищеплюють на стійкий до філоксери кореневий запас. Виноград штату Делавер чутливий до пероноспорозу і дозріває раніше, ніж Конкорд.
Виноград Делавер також є столовим сортом винограду, який продається в супермаркетах Південної Кореї та Японії, де сорти винограду Ізабелли популярні своїми ароматами. Делаверський пунш названий на честь винограду штату Делавер, з якого в основному походить його аромат.

## Історія
Виноград Делавер, ймовірно, був виявлений у Френчтауні, штат Нью-Джерсі, але вперше був доведений до відома Абрама Томсона, штат Делавер, штат Огайо, у 1850-х роках. Незважаючи на те, що це американський сорт, його походження невідоме, і вважається, що на його тлі значущий компонент виноград справжній, що, можливо, пояснює стійкість до грибкових захворювань та потребу до щеплення на стійкість до філоксери коренеплоду для найкращого зростання. Т. В. Мансон вважав, що це гібрид Ізабелли, винограду звичайного та «bourquiniana», вид винограду, який зараз вважається гібридом літнього винограду.